# الدوري المقدوني لكرة السلة
الدوري المقدوني لكرة السلة هو دوري كرة سلة للمحترفين في مقدونيا تأسس في 1992 يلعب فيه 9 فرق. يعتبر فريق رابوتنيكي لكرة السلة هو الأكثر تتويجا باللقب.

## أبرز الفرق
- رابوتنيكي لكرة السلة

## وصلات خارجية
- الموقع الإلكتروني